# Euthima wendtae
Euthima wendtae är en skalbaggsart som beskrevs av Martins 1979. Euthima wendtae ingår i släktet Euthima och familjen långhorningar. Inga underarter finns listade i Catalogue of Life.